# Hemmingen (Basse-Saxe)
Pour l’article homonyme, voir Hemmingen (Bade-Wurtemberg).
Hemmingen est une ville allemande située en Basse-Saxe, dans la Région de Hanovre.

## Histoire
| Appartenances historiques Duché de Brunswick-Lunebourg 1235-1432 Principauté de Calenberg 1432-1692 Électorat de Brunswick-Lunebourg 1692-1807 Royaume de Westphalie 1807-1813 Royaume de Hanovre 1814-1866 Royaume de Prusse (Province de Hanovre) 1866-1918 République de Weimar 1918-1933 Reich allemand 1933-1945 Allemagne occupée 1945-1949 Allemagne 1949-présent |

## Personnalités liées à la ville
- Johann Georg Conrad Oberdieck (1794-1880), pomologue né à Wilkenburg.
- Werner Potzernheim (1927-2014), coureur cycliste mort à Hemmingen.